# غرانفيل ستيوارت
غرانفيل ستيوارت (بالإنجليزية: Granville Stuart) هو دبلوماسي وسياسي أمريكي، ولد في 27 أغسطس 1834 في مقاطعة هاريسون في الولايات المتحدة، وتوفي في 2 أكتوبر 1918 في ميسولا في الولايات المتحدة.